# Покотило, Михаил Фёдорович
Михаи́л Фёдорович Покоти́ло (укр. Михайло Федорович Покотило; 1906—1971) — советский театральный и киноактёр, театральный режиссёр. Народный артист УССР (1953).

## Биография и творчество
В 1927—1928 учился в Киевском, в 1928—1930 — Харьковском музыкально-драматических институтах. С 1930 на сцене. Работал в Харьковском Краснозаводском театре.
С 1933 в Харьковском украинском драматическом театре имени Шевченко. Здесь во всей полноте раскрылось комическое дарование актера. Особенно ярко комедийный дар актера был продемонстрирован в постановке «Шельменко-денщик» Квитки-Основьяненко (1948), где Покотило выступал как режиссёр и исполнитель главной роли.
Другие роли: Максим Кукса («Остались в дураках» М. Л. Кропивницкого, 1933), дьяк Гаврила («Богдан Хмельницкий» А. Е. Корнейчука, 1939), дед Евтух («Приезжайте в Звонковое» Корнейчука, 1946), Трубач («Егор Булычев и другие» М. Горького, 1947), Абильда («Третья патетическая» Н .Ф. Погодина, 1958), Исаак Мендоса («День чудесных обманов» Р. Б. Шеридана, 1960).
Лучшая роль в кино — Калина Иванович Сердюк в фильме «Педагогическая поэма» (1955) по одноименному роману А. С. Макаренко.
С 1962 в Украинском драматическом театре имени Франко в Киеве. Роли: аптекарь Карлос («День рождения Терезы» Мдивани, 1962), Роман Вороной («Ну и детки» Зарудного, 1962), дед Остап («В степях Украины» Корнейчука, 1963), Николай Таран («Фараоны» Коломийца, 1964).
Скончался 1 сентября 1971 года, похоронен на Байковом кладбище Киева.

### Семья
Жена (2-я) — Куманченко, Полина Владимировна (1910—1992), народная артистка СССР.

## Роли в кино
- 1955 — В один прекрасный день — Панас Калиниченко
- 1955 — Педагогическая поэма — Калина Иванович Сердюк
- 1957 — Партизанская искра — отец Парфёна
- 1957 — Шельменко-денщик — Шельменко
- 1961 — С днём рождения — Начальник милиции
- 1963 — Строгая игра — Редактор газеты
- 1964 — Фараоны — Николай Таран

## Награды и премии
- народный артист УССР (1953)
- орден Трудового Красного Знамени (24.11.1960)
- орден «Знак Почёта» (22.05.1947)